# Parlagena mckenziei
Parlagena mckenziei är en insektsart som beskrevs av Alfred Serge Balachowsky 1950. Parlagena mckenziei ingår i släktet Parlagena och familjen pansarsköldlöss.
Artens utbredningsområde är Iran. Inga underarter finns listade i Catalogue of Life.